# Armando Ossena
Armando Ossena (1º gennaio 1918 – Mestre, 22 dicembre 1992) è stato un multiplista e dirigente sportivo italiano.

## Biografia
È stato due volte campione italiano del decathlon nel 1940 e 1941. Fu tra i migliori atleti italiani in diverse specialità. Il record personale nel decathlon è di 6 452 punti, che è la 6^ migliore prestazione mondiale di quell'anno.
Dopo il ritiro fu insegnante di ginnastica presso il liceo classico Franchetti di Mestre e fu presidente dell'associazione di atletica Aristide Coin della stessa città. Proprio in quel liceo incontrò Antonio Serena riuscendo a portarlo all'atletica, e facendogli ottenere due titoli italiani nella velocità.
Negli anni ha seguito molti atleti, alcuni dei quali arrivati a vestire la maglia azzurra, come lo stesso Antonio Serena e Flavio Asta.

## Palmarès
| Anno | Manifestazione | Sede | Evento    | Risultato | Prestazione | Note |
| ---- | -------------- | ---- | --------- | --------- | ----------- | ---- |
| 1946 | Europei        | Oslo | Decathlon | 11º       | 5 796 p.    |      |

## Campionati nazionali
- 2 volte campione nazionale assoluto del decathlon (1940, 1941)

1940
- Oro ai campionati italiani assoluti (Torino), decathlon - 6 245 p.

1941
- Oro ai campionati italiani assoluti (Parma), decathlon - 6 452 p.

1942
- Argento ai campionati italiani assoluti (Bologna), salto in lungo - 7,19 m

## Onorificenze
Stelle al merito sportivo CONI per dirigenti: